# Roberto Trashorras
Roberto Trashorras (Rábade, 28 de fevereiro de 1981) é um futebolista espanhol que atua como meia. Atualmente, sem clube.

## Carreira
Roberto Trashorras se profissionalizou no Barcelona C.

## Títulos
Rayo Vallecano
- Segunda División: 2017–18